# Spermacoce taylorii
Spermacoce taylorii är en måreväxtart som beskrevs av Bernard Verdcourt. Spermacoce taylorii ingår i släktet Spermacoce och familjen måreväxter. Inga underarter finns listade i Catalogue of Life.